# Freissenet
Freissenet (francès Freychenet) és un municipi francès del departament de l'Arieja i la regió d'Occitània.